# أناند كومار (سياسي)
أناند كومار (بالهندية: आनंद कुमार؛ بالإنجليزية: Anand Kumar) هو سياسي هندي، ولد في 1950. نشط حزبياً في Aam Aadmi Party ‏.